# Dasyurus spartacus
Espèce
Synonymes
- Satanellus spartacus  (Van Dyck, 1987)

Statut de conservation UICN

 NT  : Quasi menacé
Dasyurus spartacus (synonyme : Satanellus spartacus - nom vernaculaire : Chat marsupial bronzé) est un marsupial carnivore.

## Distribution

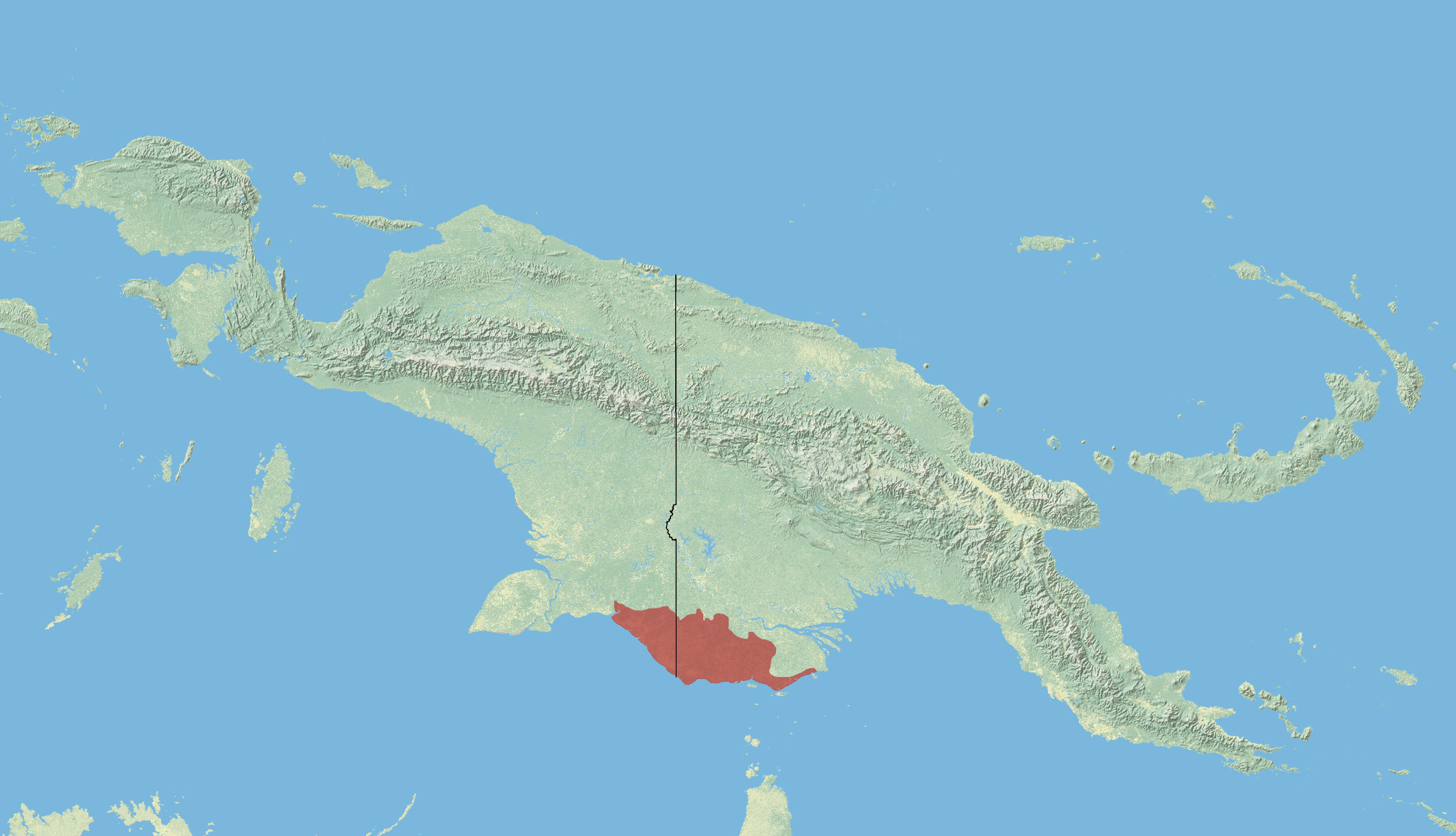
Distribution du chat marsupial bronzé dans le sud de la Papouasie-Nouvelle-Guinée.

Cette espèce est endémique de Papouasie-Nouvelle-Guinée. Elle se rencontre dans le bassin du Fly.

## Taxonomie
Le chat marsupial bronzé a été découvert au début des années 1970 lorsque cinq spécimens ont été récupérés mais n'a été décrit qu'en 1987, lorsque le Dr Stephen Van Dyck du Queensland Museum les a examinés et a reconnu leur espèce distincte.
Il est très peu connu et on pensait autrefois qu'il s'agissait d'une colonie éloignée de Dasyurus geoffroii.

## Publication originale
- Van Dyck, 1987 : The bronze quoll, Dasyurus spartacus (Marsupialia: Dasyuridae), a new species from the savannahs of Papua New Guinea. Australian Mammalogy, vol. 11, n. 1/2, p. 145-156.